# Hypomma subarcticum
Hypomma subarcticum – gatunek pająka z rodziny osnuwikowatych.

## Występowanie
Gatunek ten jest endemitem Alaski (Stany Zjednoczone).